# Silene pinetorum
Silene pinetorum är en nejlikväxtart. Silene pinetorum ingår i släktet glimmar, och familjen nejlikväxter.

## Underarter
Arten delas in i följande underarter:
- S. p. pinetorum
- S. p. sphaciotica